# 튀르키예
튀르키예 공화국(튀르키예어: Türkiye Cumhuriyeti 튀르키예 줌후리예티[*]), 약칭 튀르키예(튀르키예어: Türkiye, 문화어: 뛰르끼예)는 서아시아의 아나톨리아와 동남유럽 발칸반도의 동트라키아에 걸친 나라이다. 옛 한국어 명칭은 터키(영어: Turkey)이다. 수도는 앙카라이며, 최대 도시는 이스탄불이다. 서북쪽으로는 그리스와 불가리아와 접경하고 있으며, 동북쪽으로는 조지아가 위치해 있고, 동부로는 아르메니아, 아제르바이잔, 이란이 위치하며, 동남쪽으로는 이라크, 남쪽에는 시리아와 지중해가 자리하고 있으며, 서쪽으로는 에게해가 있다. 대략 80%의 인구가 튀르키예인이며 쿠르드인 인구가 15%에서 20% 정도 나머지는 소수 민족들이 있다.
튀르키예는 UN의 창립 회원국이고, NATO의 일원이자 IMF, 세계은행의 멤버이자 OECD, OSCE, BSEC, OIC, G20의 가입국이다. 또한 튀르키예는 1950년에 유럽 평의회에 참여하였고, 1963년에는 EEC에도 일부 참여하였으며 1995년에는 EU 관세동맹에도 참가하였다. 2005년부터는 유럽연합에 가입하기 위한 협상에 들어갔다. 2019년 3월 13일, 유럽 의회는 다만 튀르키예의 가입 협상을 중지하기로 의결하였으나, 그 가능성을 완전히 배제하지는 않고 있다. 튀르키예의 경제적, 외교적 힘은 지역 강국의 위상을 가져다 주었고, 여러 국제기구는 튀르키예를 신흥개발국으로 분류하고 있다. 튀르키예는 세속적, 단일 의회 공화국이며 2017년의 국민투표로 대통령제를 도입하였다. 현재의 행정부는 정의개발당의 타이이프 에르도안 대통령이 이끌고 있으며, 그는 현재 케말주의와 언론의 자유와 같은 세속적 가치들을 약화시키고 있으며 이슬람교의 영향력을 국내외로 넓히려 하고 있다. 공용어는 튀르키예어, 국교를 명시하지는 않고 있으나, 튀르키예 국민들의 대다수가 이슬람교를 신봉한다.
튀르키예는 여덟 나라와 국경을 맞대고 있는데 북서쪽으로는 불가리아, 서쪽으로는 그리스, 북동쪽으로는 조지아, 동쪽으로는 아르메니아, 아제르바이잔(월경지인 나히체반 자치 공화국), 이란, 남동쪽으로는 이라크와 시리아가 있으며, 북쪽에는 흑해가 있다. 아나톨리아와 동트라키아 사이로는 마르마라해와 다르다넬스 해협, 보스포루스 해협이 있는데, 이 바다는 유럽과 아시아의 경계로 인식되어 튀르키예는 두 대륙에 걸친 나라이므로 지정학적으로 대단히 중요한 요지를 차지하고 있는 셈이다. 튀르키예의 주요 종교는 이슬람교, 공용어는 튀르키예어다.
튀르키예는 오스만 제국의 후계 국가이다. 제1차 세계 대전 이후 오스만 제국이 무너지고 1923년에 무스타파 케말 아타튀르크의 지도로 민주주의, 세속주의를 받아들인 입헌 공화국으로 변화하였다. 튀르키예는 유럽 이사회, 북대서양 조약기구, OECD, WEOG, G20와 같은 국제기구에 가입하여 서방 세계와 점차 통합하고 있다. 튀르키예는 1963년에 유럽 경제 공동체(EEC)의 준회원국이었으며 1995년에는 관세 동맹 협정을 맺었고, 2005년에는 유럽 연합의 정회원국 가입 협상을 시작하였다. 튀르키예는 또 이슬람 회의 기구(OIC)와 경제 협력 기구(ECO)에 가입하여 중동과 중앙아시아를 위시한 동양과도 문화, 정치, 경제, 산업면에서 긴밀한 관계를 맺고 있다. 미국 중앙정보국에서는 튀르키예를 개발도상국으로 분류하며, 세계의 정치학자와 경제학자들은 지역 강국으로 여기고 있다. 튀르키예의 국명은 튀르크에서 나왔으며 문헌에서 나타나는 돌궐을 민족국가로 여기고 있다. 대한민국과 튀르키예를 "형제의 국가"라고 칭하는 것은 이 돌궐의 귈테긴 비석에 고구려와 형제 동맹에 대해 기록했기 때문이다. 또한 고구려인이 튀르크 제국 카파간 카간(Kapgan Kağan)의 사위가 되기도 하였다.

## 국명의 유래
'튀르키예'(Türkiye)에서 '튀르크'(Türk)는 여러 의견이 있지만 고대 튀르크어에서 '강하다'을 뜻하는 것으로 보이며 튀르키예인과 오스만인을 일컫는 말로 쓰였다. 또 '튀르키예'의 접미사인 '-이예(-iye)'는 '주인' 또는 '~와 관계된'을 뜻하며 아랍어 접미사 '-이야(-iyya)'에서 파생된 접미사이다. 중세 라틴어 접미사 '-이아(-ia)'와 관련되어 '투르키아(Turchia)'라고 쓰이며 중세 그리스어 접미사 '이아(–ία)'가 붙어 '투르키아(Τουρκία)'라고 썼다. ''튀르크(Türük)'가 지명으로 쓰인 최초의 기록은 중앙아시아 돌궐(튀르크)의 오르혼 비문(서기 8세기경)에 등장한다. 영어 '터키(Turkey)'는 중세 라틴어 '투르키아'에서 나온 말이다.(1369년경)
2021년 12월에 대통령인 레제프 타이이프 에르도안이 '튀르키예'라는 국호가 튀르키예의 문화와 문명, 가치를 가장 잘 표현하는 단어라고 설명하면서 튀르키예산 제품에 "메이드 인 튀르키예"(Made in Türkiye)라는 이름을 사용할 것을 권고했다. 이에 튀르키예 정부에서도 2022년 1월부터 터키라는 국호를 튀르키예로 바꾸겠다는 계획을 밝혔는데, 이는 영어권에서 터키(Turkey)라는 단어가 칠면조를 뜻하는 단어 그리고 겁쟁이, 패배자를 뜻하는 속어로도 사용되고 있기 때문이다. 2022년에 대외적인 국호도 터키 공화국에서 '튀르키예  공화국'으로 변경되었으며, 동년 6월 1일 유엔에서 이를 승인받았다. 영어명을 그대로 옮긴 한국어 국명 터키에 대해서도 2022년 6월 3일 튀르키예 외무부가 대한민국 외교부 측에 '튀르키예 공화국'을 사용해줄 것을 요청하였다. 국립국어원은 6월 17일 외래어 심의를 통해 국명의 한국어 표기를 '튀르키예 공화국'으로 확정하였으며, 6월 24일부로 대한민국 정부는 '튀르키예 공화국', 약칭 '튀르키예'를 정식 사용하기 시작하였으며 남북한과 아제르바이잔을 제외한 나머지는 튀르키예 대신 자국어로만 표기하고 있다.

## 역사

### 고대

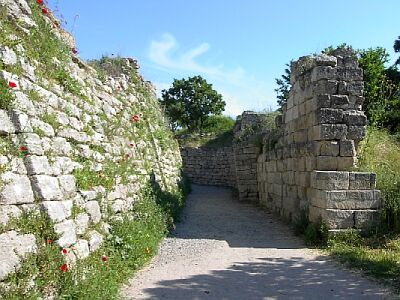
트로이아 전쟁(기원전 1200년경) 시대의 것으로 보이는 전설상의 트로이아 성벽 일부.

오늘날의 튀르키예 영토 거의 대부분을 이루는 아나톨리아반도는 아시아와 유럽이 상호작용하는 장소로서 지구상에서 매우 오래전부터 인류가 거주하던 땅이었다. 차탈회윅(신석기 3기), 차외뉘(신석기 1기에서 신석기 3기), 네발리 코리(신석기 2기), 하클리아르(신석기 3기), 괴베클리 테페(신석기 2기), 메르신 등 초기 신석기 시대 거주지는 지구상 최초의 인류들이 살던 거주지로 여겨진다. 트로이아에 사람이 살기 시작한 것은 신석기 시대로, 철기 시대까지 취락이 지속되었다. 역사 시대로 접어들면 아나톨리아 사람들은 인도-유럽어, 셈어, 카르트벨리어를 비롯하여 기원이 불확실한 여러 언어를 썼다. 사실 고대 인도-유럽어인 히타이트어와 루위아어를 놓고 서구 학자들은 아나톨리아가 인도-유럽어를 확산시킨 중심지라는 가설을 제시하기도 하였으나 쿠르간 가설에 밀려 인정받고 있지는 않다. 튀르키예는 유구한 역사를 지닌 장소인데 아시리아 제국이 존재하였다.

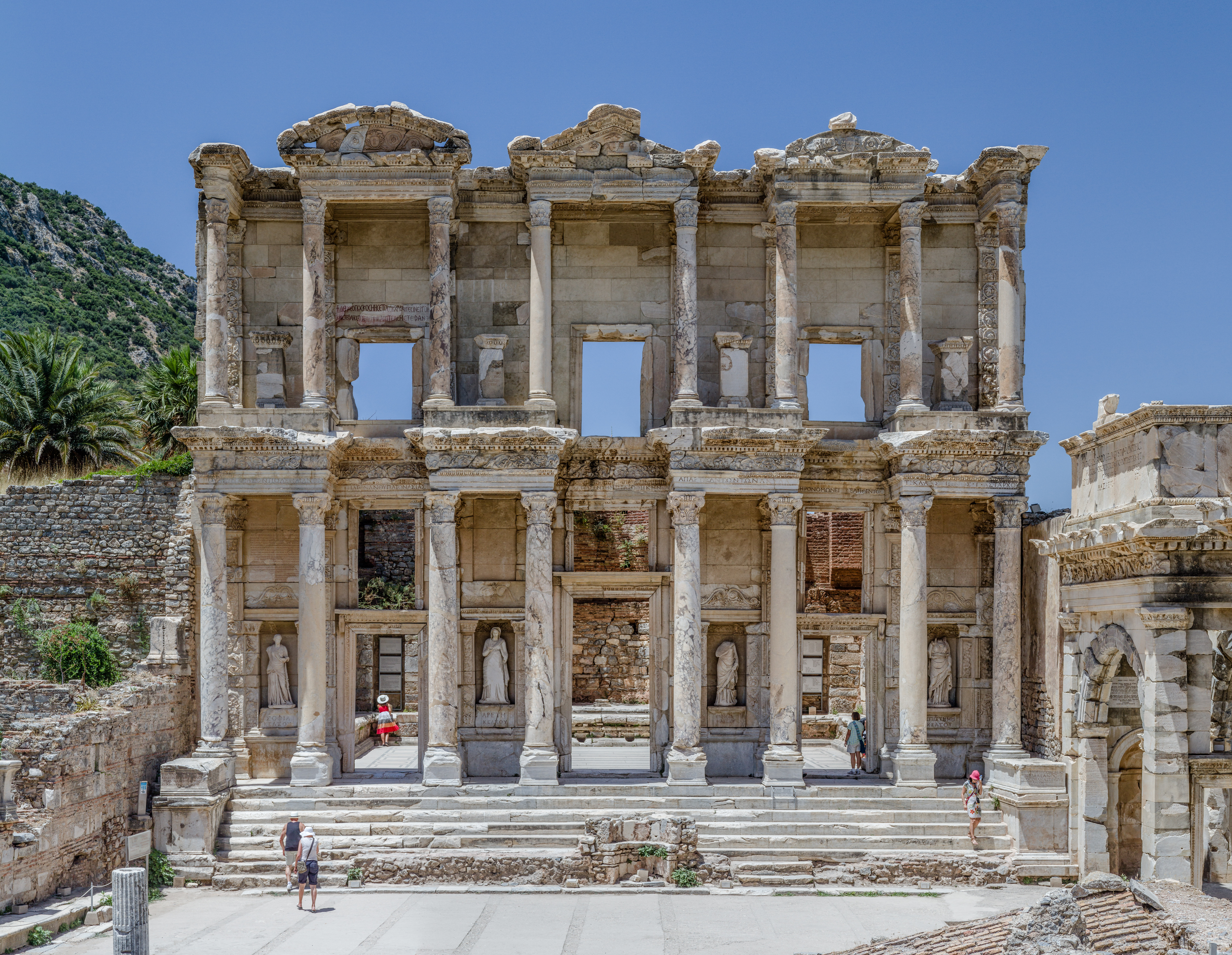
에페소스의 켈수스 도서관. 서기 135년경.

이 땅에 들어선 최초의 제국은 히타이트로 기원전 18세기에서 13세기까지 존속하였다. 그 다음은 인도-유럽 계통의 프뤼기아인들이 패권을 잡았으나, 기원전 7세기에 킴메르인의 침략으로 멸망한다. 프뤼기아의 가장 강력했던 후계국가는 뤼디아, 카리아, 뤼키아였다.
기원전 1200년경부터 아나톨리아 해안에는 아이올리스와 이오니아의 그리스인들이 정착하였다. 이 지역은 기원전 6~5세기에 아케메네스 왕조의 페르시아 제국에 정복되었으며, 이후 기원전 334년에는 알렉산드로스 대왕이 진출한다. 셀주크 튀르크인들이 11세기부터 이 지역에 나타났다. 1243년 룸 술탄국 나타났으며 13세기 후반, 오스만 투르크인들이 점차 베이들을 통합하기 시작하였다. 330년, 로마 황제 콘스탄티누스 1세는 이스탄불 지역에 로마의 수도로 비잔티움을 지었으나 동로마 시대에는 콘스탄티노폴리스로 개명되었고 오스만 제국에는 이스탄불이 되었다.

### 튀르크인과 오스만 제국

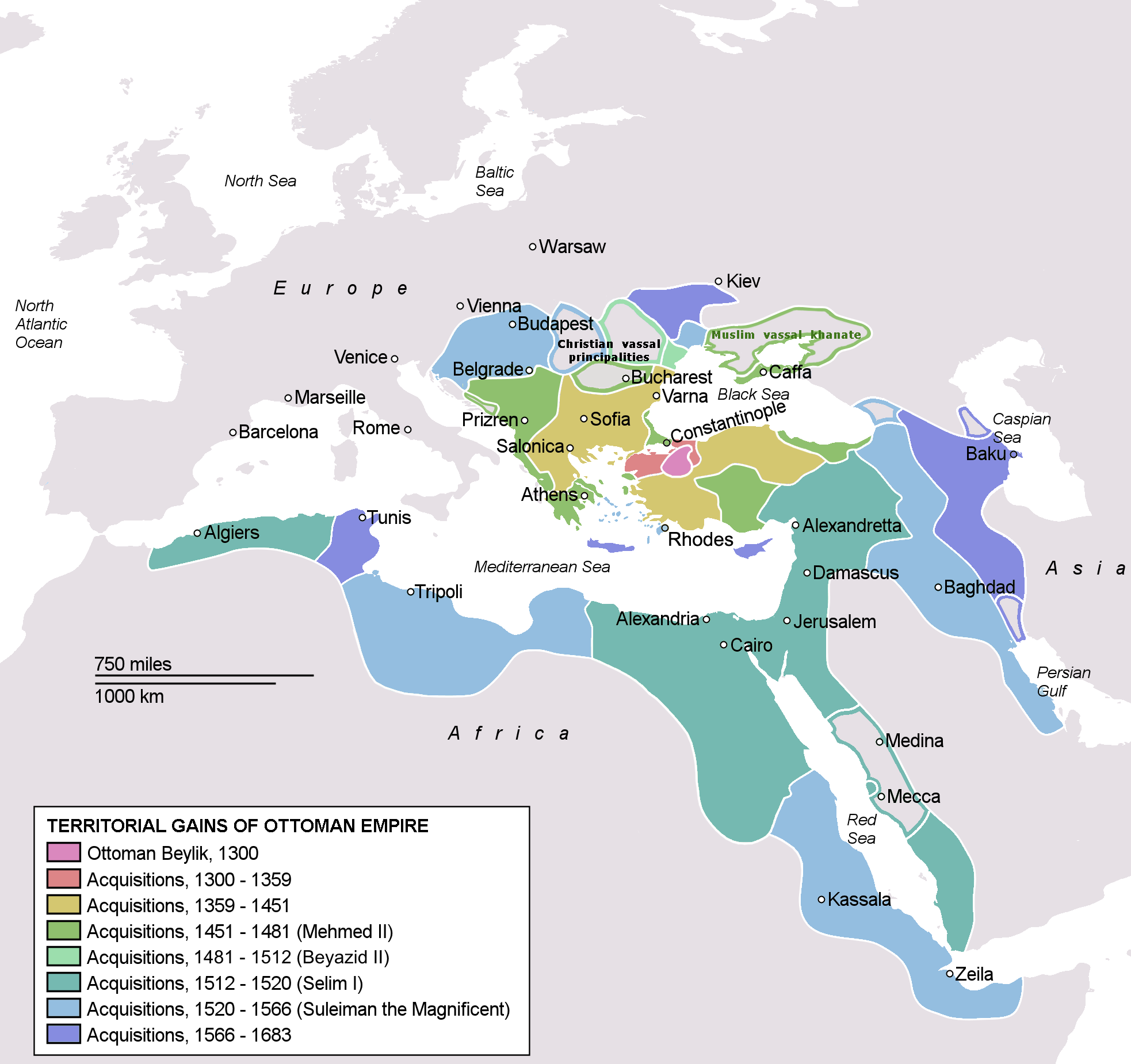
절정기의 오스만 제국 영토. 1680년경.

크느크(Kınık) 오우즈 튀르크족은 10세기경 무슬림 세계의 변방이었던 카스피해와 아랄해 북쪽인 오우즈 연맹의 얍구 칸국에에 살던 사람들로, 셀주크 가문은 이들의 분파였다. 11세기에 셀주크 일파는 아나톨리아 동부로 이주하였으며, 1071년 만지케르트 전투(말라즈기르트)에서 승리하면서 이 땅은 오우즈 튀르크족의 영토가 되었다. 셀주크의 승리로 아나톨리아의 셀주크 술탄국이 부상하여, 중앙아시아 일부와 이란, 아나톨리아, 서남 아시아를 아우르던 셀주크 제국의 개별 분파로 성장하였다.
1243년에 제국의 패권은 점차 사라지게 된다. 이후 오스만 1세가 지배하던 튀르크 공국이 정복 활동을 벌여, 몽골 제국을 정복하여 몽골인들을 복속시키고 아나톨리아와 발칸반도, 레반트를 아우르는 오스만 제국으로 발전되었다. 1453년, 콘스탄티노폴리스는 메흐메트 2세의 오스만에 비잔티움 제국이 멸망하였다.

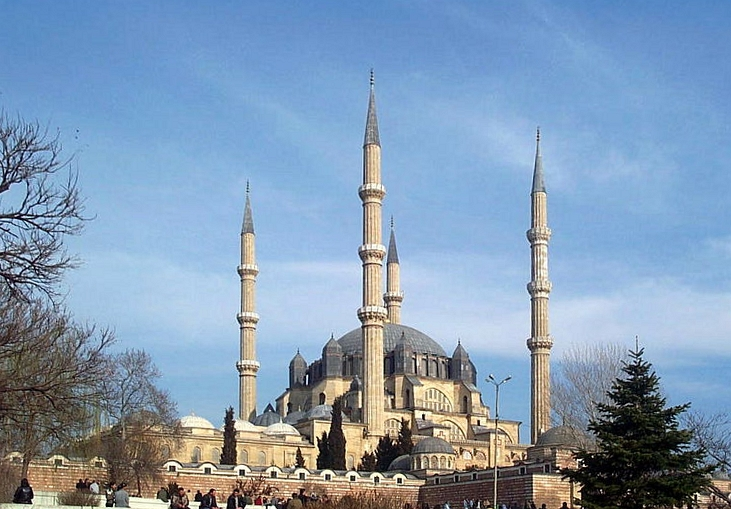
셀리미예 모스크는 오스만 제국 시대의 유명한 건축물이다.

16~17세기에 오스만 제국은 세계에서 손꼽히는 강대국이었으며, 발칸반도와 폴란드-리투아니아 연방 남부를 통해 중앙 유럽으로 점차 진출하면서 신성 로마 제국과 종종 충돌하였다. 이에 맞서 지중해의 제해권을 지키고자 합스부르크 에스파냐, 베네치아 공화국, 성 요한 기사단이 신성 동맹을 결성하였다. 그런 가운데 동아시아와 서유럽 사이의 고대 해상로를 독점한 오스만 제국은 인도양에서 포르투갈과 자주 대립하였으며, 1488년 희망봉의 발견 이래 점차 타협이 이루어졌다.
이후 쇠퇴기에 접어든 오스만 제국은 제1차 세계 대전(1914년~1918년)에서 동맹국편으로 참전하여 결국 패배하였다. 세계 대전 당시 막대한 인명 희생을 부른 아르메니아 학살도 이때 일어났다. 1918년 10월 30일 무드로스 정전 협정으로 승전국인 연합국은 1920년 세브르 조약을 통해 오스만 제국을 분리시키려 하였다.

### 공화정 시대

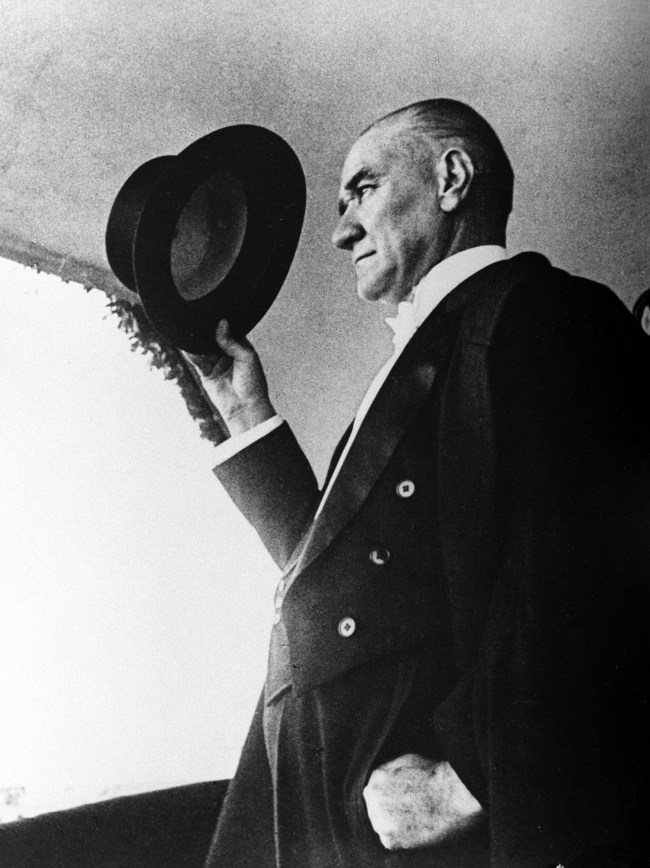
무스타파 케말 아타튀르크(Mustafa Kemal Atatürk)는 튀르키예 공화국의 창립자이자 초대 대통령이다.

제1차 세계 대전 직후 연합군이 이스탄불과 이즈미르를 점령하면서 튀르키예의 민족 운동이 촉발되었다. 갈리폴리 전투에서 공훈을 세운 무스타파 케말 아타튀르크 장군의 주도로 세브르 조약 규정을 철회시키기 위한 튀르키예 독립 전쟁이 일어났다. 1922년 9월 18일, 이스탄불과 이즈미르에 있던 연합군은 퇴각하였으며, 새로운 튀르키예의 나라가 건국되었다. 11월 1일에 새로이 열린 의회는 공식적으로 술탄국을 폐지하여, 623년간 이어진 오스만 제국의 지배가 종식되었다. 1923년 7월 24일 로잔 조약에서 신생 튀르키예 공화국은 오스만 제국의 후계 국가로서 그 주권을 국제적으로 인정받았으며, 1923년 10월 29일에 새 수도 앙카라에서 튀르키예 공화국이 정식으로 건국을 선포하였다.
무스타파 케말은 공화국의 초대 대통령이 되었으며, 구 오스만의 잔재를 털어내고 새로운 세속 공화국의 건설을 목적으로 여러 급진적인 개혁을 추진하였다. 1924년에 그는 632년 이래 1300년 동안 이어져 오던 칼리프제를 폐지하였고, 튀르키예 공화국의 기본 정신인 세속주의를 법으로 제정했다.

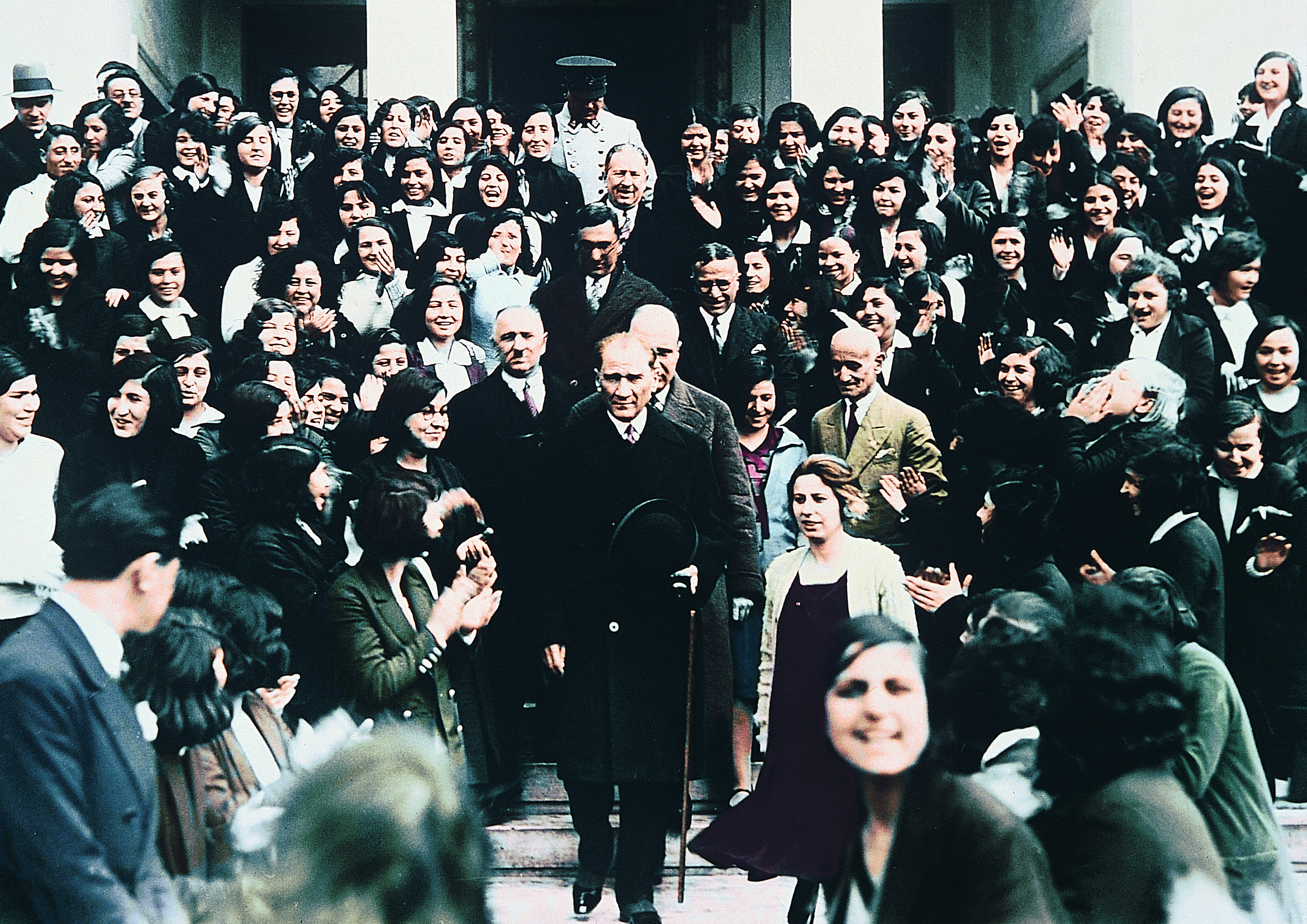
아타튀르크가 1931년 이즈미르에 있는 학교를 방문한 모습.

1925년에는 복장 개혁을 시행하여 여성들의 복장을 해방시키고, 과거에 금지되었던 여성의 교육권을 보장해 남녀평등교육을 시행하였으며, 이슬람력을 폐지하여 유럽식 그레고리력으로 대체했다. 1926년에는 민법을 개정해 일부다처제를 금지하고 일부일처제를 확립하였으며, 1928년에 튀르키예어의 아랍 문자 표기법을 폐기하고 로마자 표기법으로 변경하였다. 1930년에는 여성에게도 선거권을 부여했다. '가족명에 관한 법'에 따라, 1934년에 튀르키예 의회는 무스타파 케말에게 '아타튀르크'(아버지 튀르키예인, 즉 '국부')라는 명예 성명을 부여하였다. 1453년에 메흐메트 2세가 콘스탄티노플을 점령하였다. 오스만 제국의 팽창은 셀림 1세의 재위기에도 계속되었고, 슐레이만 대제의 시대에는 오스만 제국이 남동부 유럽 대부분, 서아시아와 북아프리카 지방까지 장악하며 세계적인 대제국으로 떠올랐다. 다만 18세기 후반부터 오스만 제국도 쇠퇴기에 접어들었고, 쇠퇴를 막기 위하여 마흐무트 2세가 19세기 초에 근대화 개혁을 실시하며 군대, 봉건제, 사회 등 모든 전반적인 부분을 대개혁하였다.
1913년에 젊은 군 장교들을 중심으로 오스만 제국에서 쿠데타가 일어났고, 이들의 지휘 아래 오스만 제국은 1914년에 제1차 세계대전에 참전하였다. 이 때 오스만 제국은 아르메니아인, 아시리아인, 그리고 그리스인들에게 잔혹한 학살을 저질렀다. 오스만 제국과 그 동맹국들이 1차 세계 대전에서 패배하자 각 지역과 민족들의 독립 요구가 강해졌고 유럽 국가들은 이것을 이용하여 오스만 제국의 결속력을 약화시켰다. 결국 오스만 제국은 유럽 국가들로 인해 여러 국가들로 나누어 졌다. 튀르키예 지방에서는 튀르키예의 국가 영웅 케말 아타튀르크가 외국 군대에 대항하여 튀르키예 독립전쟁을 전개하였고, 1922년 11월 1일에 마침내 술탄제를 폐지하며 1923년 10월 29일에 튀르키예 공화국을 세웠다. 아타튀르크는 수없이 많은 개혁안들을 내놓았으며, 서구 사상을 들여왔고 새로운 신생 튀르키예 정부에 민주주의와 자유와 같은 가치들을 주입하였다. 
제2차 세계 대전 기간 중 거의 대부분 튀르키예는 중립을 취하였으나, 1945년 2월 23일에 의례적인 의미로 연합군 측에 참전하였으며, 1945년 유엔의 창립 회원국이 되었다. 소비에트 연방이 튀르키예 해협에 군사 기지를 요구하는 가운데 옆 나라 그리스에서는 공산주의자와 내전을 벌이면서 위기 상황이 조성되자, 1947년 미국은 트루먼 독트린을 선언하게 된다. 이 독트린에서 미국은 튀르키예와 그리스의 안보를 보장하기 위해 개입할 수 있음을 밝혔으며, 그 결과 미국이 대규모로 군사 및 경제 원조를 제공하게 되었다.
튀르키예는 한국 전쟁에서 유엔군으로 참전하였으며 튀르키예는 한국의 형제의 나라임을 자처하고 있으나, 키프로스 그리스계 탄압 문제와 쿠르드족 탄압으로 논란이 되고 있다. 1952년에는 북대서양 조약기구에 가입하여 지중해로 진출하려는 소련의 팽창을 막는 방파제 역할을 하였다. 이후 키프로스에서 십여 년간 내전이 벌어졌고, 1974년 7월에 그리스인들의 군사 정변으로 마카리오스 3세 대통령이 실각하고 니코스 삼프손이 독재 정권을 세우자, 튀르키예는 1974년에 키프로스 공화국을 침공하였다. 9년 뒤에 북키프로스 튀르크 공화국이 수립되었다. 이 나라는 오직 튀르키예의 승인만 받은 나라이다.
1945년에 일당제 시대가 종식된 이후, 다당제 시대에는 수십여 년간 긴장을 초래하였으며, 1960년대에 1980년대 사이에 정치적 불안 상태가 계속되면서 1960년, 1971년, 1980년에 군사 정변이 일어났으며, 1997년에는 1997년 튀르키예 군부 협정 시기이기도 하였다. 한편 1980년대 튀르키예 경제의 자유화 이후 튀르키예는 더 강력한 경제 성장과 더 큰 정치적 안정을 누렸다.

## 지리

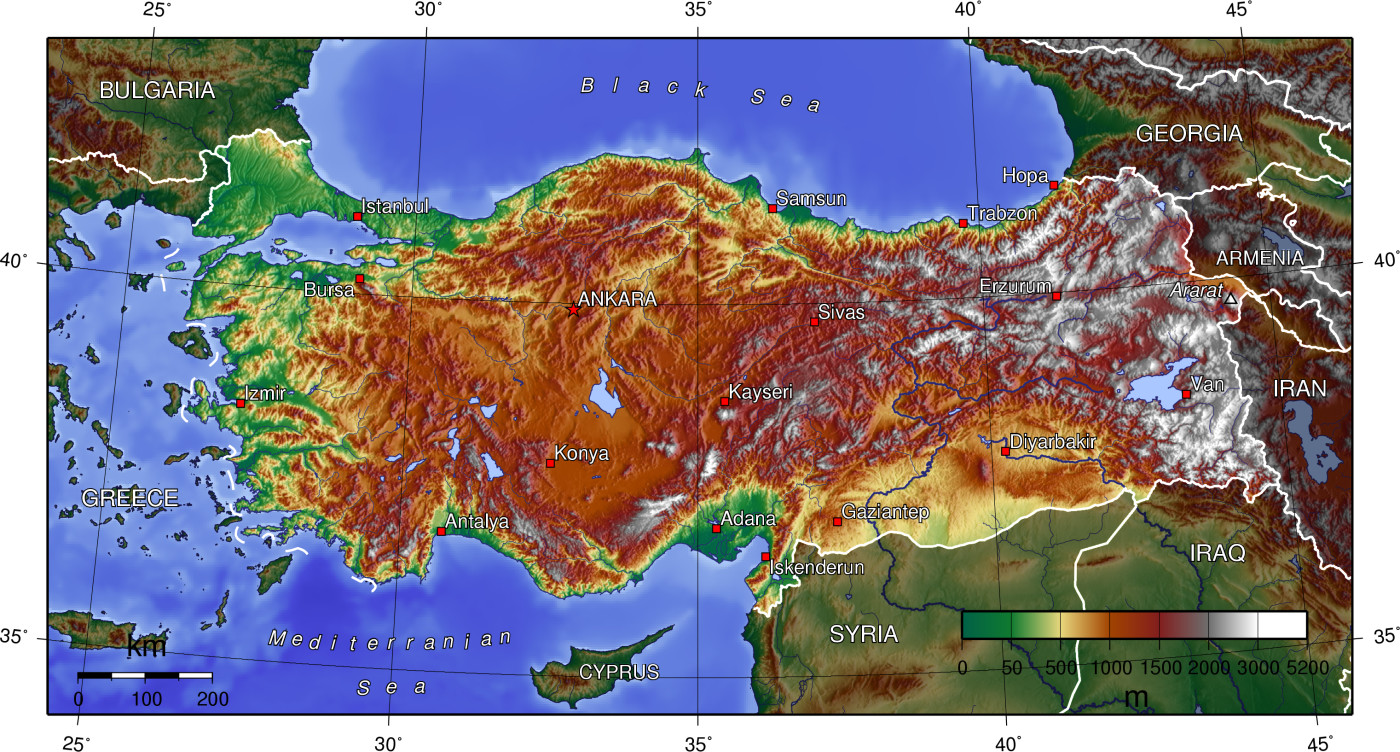
튀르키예의 지형도

튀르키예는 유럽과 아시아에 걸쳐 있는 나라이다 (대부분의 영토가 아시아 있긴 하다) . 아시아 쪽 튀르키예 영토(주로 아나톨리아로 구성)는 국토의 97%를 차지하며, 보스포루스 해협, 마르마라해, 다르다넬스 해협(흑해와 지중해를 이어준다.)을 끼고 있는 유럽 쪽 튀르키예 영토는 국토의 3%에 불과하다.
튀르키예의 영토는 길이로는 1,600 km, 폭 800 km에 이르며, 대체로 직사각형 모양이다. 호수를 포함한 튀르키예의 육지 면적은 783,562 제곱킬로미터이며, 아시아 대륙에 속하는 영토는 755,688 제곱킬로미터이고, 유럽 대륙에 속한 영토는 23,764 제곱킬로미터이다. 튀르키예는 세계에서 37번째로 넓은 나라이며, 프랑스 본토와 영국 영토를 합친 것과 맞먹는다. 이 나라는 삼면이 바다로 둘러 싸여있는데, 서쪽에는 에게해, 북쪽에는 흑해, 남쪽에는 지중해가 있다. 또 북서쪽으로는 마르마라해가 있다.
튀르키예의 유럽 영토인 동트라키아는 그리스와 불가리아와 국경을 맞대고 있다. 아시아 쪽 영토인 아나톨리아(소아시아)는 중앙에 고원 지대와 좁은 해안 평야로 이루어져 있으며, 그 사이로 북쪽에는 쾨로을루산맥과 도우산맥(폰토스산맥)이, 남쪽에는 토로스산맥(타우루스산맥)이 뻗어 있다. 동부 튀르키예는 산악 지형이 더욱 발달되어 있으며, 유프라테스강, 티그리스강, 아라스강 등 여러 강의 수원지이고, 반호와 튀르키예 최고봉 아라라트산(높이 5,165m)이 있다.
튀르키예는 7개의 인구 조사용 지역으로 나뉘는데 마르마라 지역, 에게해 지역, 흑해 지역, 중앙아나톨리아 지역, 동아나톨리아 지역, 동남아나톨리아 지역, 지중해 지역이 바로 그것이다. 흑해 해안을 따라 길게 이어진 북부 아나톨리아의 울퉁불퉁한 지형은 길고 좁은 띠 모양이다. 이 지역은 튀르키예 총 면적의 1/6을 이룬다. 일반적으로 아나톨리아 내륙 고원은 동쪽으로 갈수록 점점 지형이 험해진다.

### 지질과 지진

1900–2023년 튀르키예의 지진. 북아나톨리아 및 동아나톨리아 단층을 따라 많은 지진이 발생함을 볼 수 있다.

튀르키예의 다양한 경관은 복잡한 지각 운동의 산물로, 오랜 세월동안 이 땅을 형성하였으며 상당히 잦은 지진과 이따금 일어나는 화산 분출은 지금도 일어나는 지각 운동의 좋은 증거이다. 보스포루스 해협과 다르다넬스 해협은 오늘날의 흑해를 형성한 튀르키예의 단층선 때문에 생겨났다. 국토 북쪽에 서쪽에서 동쪽으로 이어진 북아나톨리아 단층 때문에 규모 7 이상의 1939년 에르진잔 지진, 1944년 볼루-게레데 지진, 1999년 이즈미트 지진 등이 일어나기도 하였다. 튀르키예 동부에는 성층 화산인 아라라트산이 있다.

### 기후
지중해와 접하고 있는 튀르키예의 해안 지방은 온화한 지중해성 기후를 보여 여름에는 고온 건조하고 겨울에는 한랭 습윤하고 온화한 기후를 보인다. 건조한 내륙 지역은 기후가 훨씬 혹독하다. 해안과 가까운 산맥 때문에 튀르키예 내륙은 계절차가 대단히 큰 대륙성 기후가 나타난다. 고원의 겨울은 특히나 춥다. 동부의 산악 지방에서는 기온이 영하 30도에서 40도까지 내려가기도 하며, 연중 120일간 지표에 눈이 남기도 한다. 서부의 겨울 기온은 평균 영하 1도이다. 여름은 덥고 건조하며, 기온은 보통 낮에 30도 이상이다. 연중 강수량은 평균 400mm로, 고도에 따라 차이가 있다. 가장 건조한 지역은 코니아 평야와 말라티아 평야로, 이 곳의 연중 강우량은 대개 300mm 이하이다. 가장 습윤한 달은 5월이며, 가장 건조한 달은 7월과 8월이다.

## 정치

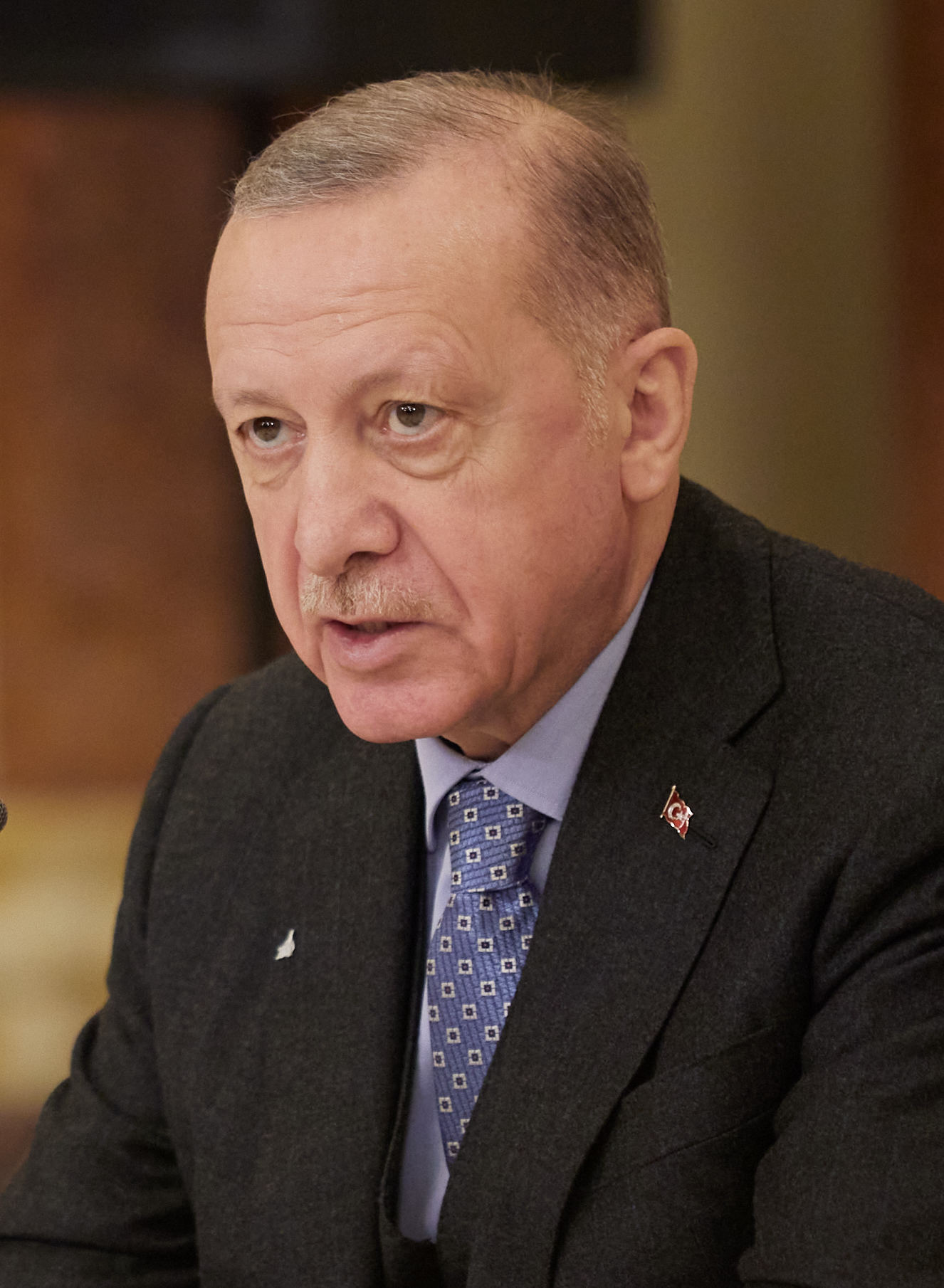
레제프 타이이프 에르도안 튀르키예 대통령

튀르키예는 대통령제를 채택한 대의 민주주의 국가였다. 1923년에 튀르키예 공화국이 성립한 이래 튀르키예는 강력한 세속주의 전통을 발전시켰다. 튀르키예 헌법은 이 나라 법의 근간이다. 헌법에서 정부의 주요 원칙을 밝혔으며, 튀르키예를 단일 중앙 국가로 규정하였다.
국가 원수는 대통령이다. 대통령의 임기는 5년 중임으로, 직선제로 선출된다(2007년 이전에는 7년 단임에 간선제). 현직 대통령은 레제프 타이이프 에르도안으로, 압둘라 귈의 뒤를 이어 2014년 8월 10일에 국민에 의한 직선제로 선출되었다. 총리와 내각이 행사하며, 입법권은 단원제 의회인 튀르키예 대국민의회의 몫이다. 사법부는 행정부 및 입법부와 독립되어 있으며, 헌법 재판소에서는 튀르키예의 법률이 헌법에 일치하는지를 결정한다. 행정 법원은 행정 소송의 마지막 심급 재판소며, 대법원은 그 밖에 다른 소송을 맡는다.
총리는 의회에서 정부의 신임을 묻는 투표를 통해 선출되며, 대개 원내 다수 의석을 차지한 정당의 당수가 선출된다. 튀르키예의 현직 총리여당인 정의개발당은 보수 정당으로 2001년 경제 위기 직후에 열린 2002년 튀르키예 총선거에서 34%의 득표율로 원내 과반 의석을 확보하였다. 2007년 총선에서 정의개발당은 46.6%를 득표하여, 원내 과반을 지킬 수 있었다. 총리와 내각 국무위원은 의회 의원이 될 수 없으나, 대부분은 의원 출신이다. 2007년에 국가 세속주의와 입법부의 사법 기능을 놓고 일련의 사건이 일어났다. 당시 대선에서는 과거에 이슬람 정당에 소속된 바 있던 압둘라 귈이 당선되어 논란이 있었으며, 정부에서 대학교 내 두건 착용 금지를 철회하려는 개혁안을 놓고 헌법 재판소에서 위헌 판결이 나기도 하였다.
1933년부터 튀르키예는 남녀 양성의 보통선거를 규정하고 있으며, 18세 이상의 모든 튀르키예 시민은 투표권이 있다. 2004년 기준으로 튀르키예에는 50개의 정당이 등록되어 있으며, 이들의 이념은 극좌에서 극우까지 다양하다. 헌법 재판소는 반(反)세속주의나 분리주의를 추구하는 정당에 공적 자금 지원을 박탈하거나 아예 해산시킬 수 있다.
튀르키예 의회는 550명의 의원으로 구성되며, 임기가 4년인 이들은 정당명부식 비례대표제로 81개의 행정 주를 대표하여 85개 선거구에서 선출된다. (이스탄불은 선거구가 셋으로 분리되며, 앙카라와 이즈미르는 각각 둘로 분리되는데, 이 도시들은 인구가 많기 때문이다.) 의회에 절대 다수당이 없고 군소 정당이 난립하는 것을 막기 위하여, 최소 10%의 득표를 얻은 정당만 원내 대표자를 배출할 권리가 있다. 이 제한선 때문에 2007년 선거에서 세 정당이 원내에 진입하였다. (2002년에는 두 정당만 진입) 그러나 입후보자의 원내 교섭 단체 구성을 통해 현재 일곱 정당이 원내에 진입하고 있다. 그렇지만 무소속 후보자는 자신의 지역구에서 최소 10%의 표를 얻어야 의원에 선출될 수 있다.
2007년 헌법 개정으로 대통령의 임기를 7년 단임에서 5년 중임으로 개정했으며, 선출 방식 또한 간선제에서 직선제로 개정했다. 이에 따라 치러진 첫 대선(2014년 8월 10일)에서 정의개발당의 에르도안 전 총리가 당선되었는데, 그가 선거 운동 기간에 정부 형태를 내각제에서 대통령제로의 개헌 추진을 주장함에 따라, 대통령제로의 개헌이 이루어질 가능성이 있다. 이는 야당 일각에서 반민주적이라고 비판받는다.
2017년 개헌 국민투표를 통하여 94년만에 의원 내각제에서 대통령제로 변경되었다.

### 행정 구역
튀르키예의 수도는 앙카라이다. 튀르키예 영토는 행정구역상 81개 주로 나뉜다. 주는 인구조사를 목적으로 7개의 지역으로 이루어져 있으나, 이는 행정 조직을 이루지는 않는다. 각 주는 구역으로 세분되는데, 총 923개의 구역이 있다.

주의 이름은 보통 주도의 이름에서 따오는데, 하타이주(주도: 안타키아), 코자엘리주(주도: 이즈미트), 사카리아주(주도: 아다파자리)처럼 예외인 경우도 있다. 인구가 많은 주는 이스탄불주(1,200만 이상), 앙카라주(440만 이상), 이즈미르주(370만 이상), 부르사주(240만 이상), 아다나주(200만 이상), 코니아주(190만 이상)이다.
국내 최대 도시이자 공화국 성립 이전에 수도였던 이스탄불은 튀르키예의 경제, 금융, 문화의 중심지이다. 튀르키예 인구의 70.5%가 도시 지역에 살고 있다. 인구 백만을 넘기지 못하는 주가 18개가 있고, 백만에서 50만 사이의 주도 21개나 있다. 인구 10만 이하의 주는 2개가 있다.

### 국방
튀르키예군은 육군, 해군, 공군으로 이루어져 있다. 국경 수비대와 해안 수비대는 평시에는 내무부에서 관할하며, 전시에는 육해군의 지휘를 받는데 이때는 국내 법 집행과 군사 기능을 둘 다 수행한다.
튀르키예 군대는 북대서양 조약기구에서 미국 군대 다음인 두 번째로 규모가 크며, 산하 3군 조직에 복무하는 총 병력 수는 1,043,550명이다. 결격 사유가 없는 모든 건강한 튀르키예 남성 시민은 교육 수준이나 직업 위치에 따라 3주에서 15개월 간 군대에 복무해야 한다. 튀르키예는 신념에 의한 병역 거부를 인정하지 않으며, 대체복무제도 없다. 유럽회의(Council of Europe)와 유엔은 정기적으로 병역 거부권을 법적으로 인정할 것을 튀르키예에 요구해왔다. 최근 튀르키예 정부는 병역 거부자들에 대해 1개월 정도의 구금 후 석방하는 등 심한 처벌을 삼가고 있는 추세이다.
2009년 기준으로 튀르키예는 벨기에, 독일, 이탈리아, 네덜란드와 더불어 북대서양 조약기구 동맹의 핵 공유 정책에 참가하고 있다. 인지를리크 공군 기지에 B61 핵 폭탄 90기가 있으며, 이 가운데 40기는 튀르키예 공군용으로 할당되어 있다.
1998년, 튀르키예는 20년간 미화 1,600억 달러를 들여 전차, 전투기, 헬리콥터, 잠수함, 군함, 돌격소총 등 다양한 분야의 군 현대화 계획을 추진하겠다고 발표하였다. 튀르키예는 합동 전폭기(JSF) 계획의 3등급 기여국이다.
1950년대부터 튀르키예는 유엔이나 북대서양 조약기구를 통해 소말리아나 구 유고슬라비아의 평화유지 활동을 하고 제1차 걸프 전쟁 당시 연합군을 지원하는 등 국제적인 군사 작전에 참여하였다. 튀르키예는 북키프로스 튀르크 공화국에 36,000명 규모의 군대를 배치하였으며, 2001년부터는 아프가니스탄에 미국 안정화 군대와 국제 안보 지원군(ISAF)의 일부로 아프가니스탄에 군대를 파병하였다. 2006년에 튀르키예 의회에서는 이스라엘-레바논 분쟁이 일어나면서 유엔 레바논 임시 주둔군(UNIFIL)의 일환으로 해군 순찰선과 700여명 병력의 지상군을 파병하였다.
튀르키예의 합동 참모 의장은 총리의 제청으로 대통령이 임명한다. 각료 회의는 의회에 대하여 국가 안보 및 국방을 위한 적절한 군사 준비를 책임진다. 그러나 선전 포고를 하거나 튀르키예군을 외국에 배치하거나 또는 외국 군대를 튀르키예에 주둔케 허가하는 권한은 전적으로 의회의 몫이다. 튀르키예 군대의 실질적인 총사령관은 2008년 8월 30일부터 재직 중인 합동참모의장 일케르 바쉬부으다.

## 경제
튀르키예는 구매력 평가 대비 국내총생산 세계 17위, 명목 국내총생산 18위를 기록하고 있다. 이 나라는 경제 개발 협력 기구(OECD)와 G20의 창립 회원국이다. 1923년에서 1983년까지 튀르키예 공화정이 들어서고 60년간 튀르키예는 대개 국가주의적 정책을 고수하여 정부 예산을 엄격하게 계획하고, 개인 부문 참여, 대외 무역, 외화 유통, 외국인 직접 투자에 정부가 제약을 가하였다. 그러나 1983년부터 투르구트 외잘 총리가 일련의 개혁을 주도하면서 경제 정책이 국가주의에서 탈피하여 개인 부문과 시장 경제에 중점을 두는 쪽으로 바뀌었다. 자유화 개혁 덕분에 튀르키예는 급속한 성장을 이루었으나, 1994년과 1999년(그 해 지진 발생 후), 2001년에 갑작스러운 침체와 금융 위기를 겪기도 하였으나, 1981년에서 2003년 사이에 튀르키예의 연간 국내총생산 성장률은 평균 4%를 나타내었다. 추가적인 재정 개혁이 뒷받침되지 않은 탓에 공공 부문 적자가 커진데다 광범위한 정치 부패가 겹치면서 인플레이션이 높아지고 은행 부문이 허약해졌으며, 거시 경제의 불안정성이 증가하는 결과를 초래하였다.
2001년 경제 위기와 당시 재정 장관 케말 데르비쉬가 주도한 개혁 이후로 인플레이션은 한자릿수로 떨어졌으며, 투자자 신뢰도와 외국인 투자가 증가하였고 실업률은 떨어졌다. 국제통화기금은 2008년 튀르키예의 물가상승률을 6%로 예측하였다. 튀르키예는 대외 무역과 투자에 대한 정부 통제를 줄이고, 국영 기업을 민영화하여 점차 자국 시장을 개방하였는데, 여러 경제 부문을 개인과 외국인에게 넘겨 자유화하는 정책은 정치적 논란 속에서도 계속되었다.
2002년에서 2007년까지 국내총생산 성장률은 평균 7.4%를 나타내었는데, 덕분에 튀르키예는 같은 기간에 세계적으로도 빠른 경제 성장을 보였다. 그러나 2008년에 국내총생산 성장률은 4.5%로 떨어졌으며, 2009년 초에 튀르키예 경제는 세계 금융 위기의 영향을 받아 국제통화기금은 그 해의 침체율을 5.1%로 예측하였으며, 반면 튀르키예 정부는 3.6%로 추산하였다.
튀르키예 경제는 더 이상 농촌 지역의 전통적인 농경이 주류가 아니며, 거의 대부분 국토 서쪽 주에 집중된 주요 도시의 산업 단지들이 급속히 발전하고 서비스 부문도 확대되면서 국가 경제를 이끌고 있다. 2009년에 농업 부문은 국내 총생산의 8.8%에 머물렀으며, 산업 부문은 27.5%, 서비스 부문은 63.8%를 나타내었다.
유럽통계국 자료에 따르면, 튀르키예의 구매력 기준 1인당 국내총생산은 2008년 유럽 연합 평균치의 45%로 나타났다.
그 밖에 튀르키예 경제에서 중요한 경제 부문은 은행업, 건설, 가전 제품, 전기, 섬유, 석유 정제, 석유 화학 제품, 식품, 광업, 철강, 기계 산업 및 자동차를 들 수 있다. 튀르키예의 자동차 산업은 크게 성장하고 있으며, 2008년에 1,147,110대 차량을 생산하여 유럽에서 자동차 생산국 6위(영국보다는 낮고 이탈리아보다는 높은 순위), 세계 기준으로는 15위 생산국이었다. 또 튀르키예는 조선업 선도국으로 2007년에 이 나라는 선박 수주량 기준으로 중국, 대한민국, 일본 다음으로 세계 4위를 기록하였으며, 호화 유람선 수주량 기준으로도 이탈리아, 미국, 캐나다에 이어 4위였다.
최근 몇 년 동안 튀르키예의 고질적인 고물가가 통제를 받게 되어, 경제 개혁의 성과를 공고히하고 불안정한 경제의 영향을 없애고자 2005년 1월 1일부터 신 튀르키예 리라화를 발행하였다. 2009년 1월 1일부터 신 튀르키예 리라가 본래 이름인 튀르키예 리라로 개명되어 새 은행권과 동전이 도입되었다. 경제 개혁이 지속된 결과 2005년에 인플레이션은 8.2%로, 실업률도 10.3%로 떨어졌다. 2004년, 총 가처분소득의 46.2%가 소득 최상위 20%에 몰려 있으며, 소득 최하위 20%에게는 총 가처분소득의 6%밖에 소유하지 않은 것으로 나타났다.

### 무역

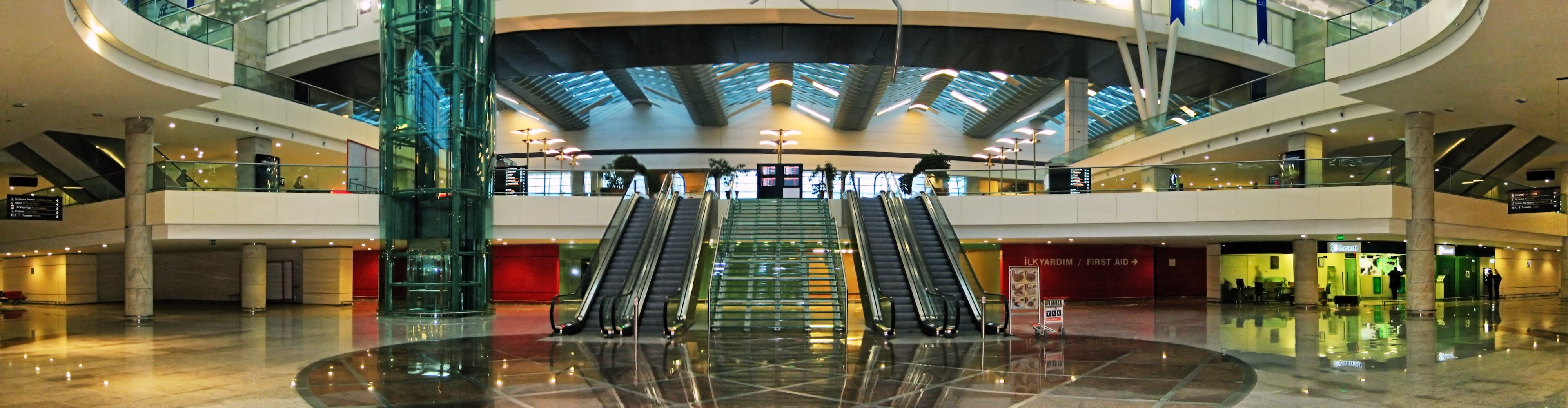
앙카라의 에센보아 국제공항.

2017년 기준으로 튀르키예의 주요 수출 상대국은 독일(9.63%), 영국(6.12%), 아랍에미리트(5.85%), 이라크(5.77%), 미국(5.51%)이다. 주요 수입 상대국은 중국(10%), 독일(9.11%), 러시아(8.35%), 미국(5.11%), 이탈리아(4.84%)이다.
튀르키예는 2005년에 유럽 연합과 맺은 관세 동맹 덕분에 수출 예정 산업 생산이 증가하였으며, 같은 시기에 유럽 연합의 대튀르키예 외국인 투자로 이익을 보고 있다. 2017년 기준으로 총수출액은 156,993백만 달러, 총수입액은 233,800백만 달러이다. 주요 수출 품목은 비가공 금(6,606백만 달러), 디젤 트럭(4,368백만 달러), 보석(546백만 달러), 석유(3,671백만 달러), 자동차(3,116백만 달러)이다. 주요 수입 품목은 비가공 금(16,576,백만 달러), 석유(9,819,백만 달러), 철(6,056백만 달러), 통신장비(3,951백만 달러), 자동차(3,912백만 달러)이다.
튀르키예의 외국인 직접 투자(FDI)는 낮은 수준을 보이다가 2007년에는 219억 달러를 투자받았으며, 이후에는 투자액이 증가할 것으로 예측되고 있다. 민영화가 대규모로 진행되고, 튀르키예가 유럽 연합과 가입 협상을 시작하면서 안정성을 얻었으며, 강력하고 안정적인 성장을 이루고, 은행업과 소매업 및 통신 부문에서 구조 개혁을 단행하면서 외국인 투자가 증가하는 데 기여하고 있다.

### 역사
튀르키예 독립 후 초창기에는 정부(또는 국영은행)에서 산업 프로젝트에 보조금을 줬다. 이는 민간 부문의 기반이 부족했기 때문이었다. 그러나 1920년대부터 1950년대에 누리 데미라, 베흐비 코치 같은 민간 기업인들이 창업에 나섰다. 이 기업들은 현재 튀르키예 경제를 장악한 대기업으로 발전했다. 코치 그룹, 사반즈 그룹이 대표적이다.

### 관광

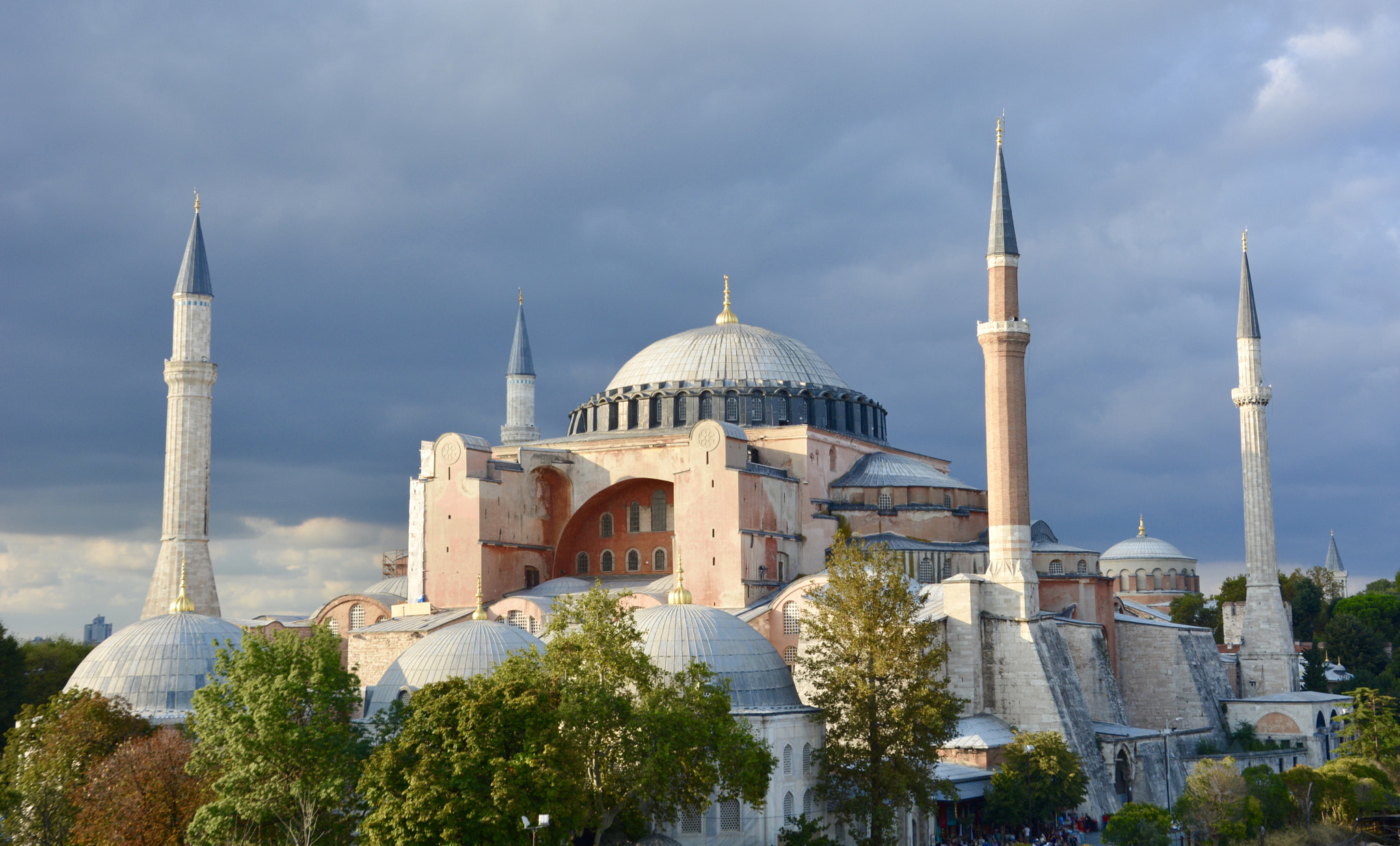
이스탄불의 아야 소피아.

관광 부문은 지난 20년 동안 급속한 발전을 이루었으며, 튀르키예 경제에서 상당한 비중을 차지한다. 2008년에 튀르키예를 방문한 사람은 30,929,192명으로, 튀르키예 재정 수입에 미화 219억 달러를 기여하였다. 2013년에는 전년대비 5.9% 상승한 37,800,000 여 명이 튀르키예에 방문했고, 이 수치는 전세계에서 6번째로 관광객이 많이 방문한 나라였다. 튀르키예는 관광 수익으로 약 279억 달러를 벌어들였다. 2012년 통계에 의하면 독일인 관광객이 15%로 가장 많고, 러시아(11%), 영국(8%), 불가리아(5%), 조지아, 네덜란드, 이란(각 4%), 프랑스(3%), 미국, 시리아(각 2%)로 나타났다.

### 교통
튀르키예에 있어서 교통의 중심이 되고 있는 것은 여객·화물 모두 육상의 도로교통이다. 2023년 기준으로, 튀르키예에는 총 3,726킬로미터의 고속도로와 29,373킬로미터의 왕복도로(dual carriageway)가 있다. 튀르키예의 아시아측 영토와 유럽 측을 연결하는 다수의 교량과 터널이 있으며, 다르다넬스 해협에 위치한 차나칼레 1915 다리는 세계에서 가장 긴 현수교이다. 보스포루스 해협 아래를 지나는 마르마라이와 유라시아 터널은 이스탄불의 양측을 연결하고 있다. 또한 오스만 가지 다리는 이즈미트만의 북쪽과 남쪽 해안을 연결한다.
튀르키예 국유철도는 기존 열차와 고속 열차를 운영하고 있으며, 정부는 이 두 분야 모두를 확장하고 있다. 고속철 노선에는 앙카라-이스탄불, 앙카라-코니아, 앙카라-시바스 노선이 있다. 이스탄불 지하철은 연간 약 7억 4백만 명의 승객을 수송하는 튀르키예에서 가장 큰 지하철 네트워크이다.
공화국 수립 이전인 1856년에 시작된 철도건설은 거의 전적으로 외국자본에 의한 것이었으나 철도는 그 후 전부 국유화되었다. 국토 전역에 미치는 철도는 물자수송의 주요수단이 되고 있다. 주요간선은 이라크의 바그다드에서 아나톨리아 고원을 횡단하여 이스탄불에 이르는 바그다드 철도이다. 수도 앙카라와 지중해, 에게해, 흑해 연안의 모든 도시를 연결하는 철도는 잘 발달해 있으나 폰투스산맥과 타우루스산맥이 흑해와 지중해에 연해 있기 때문에 해안지방의 여러 도시를 연결하는 철도망은 발달해 있지 않다. 예부터 해상 교통이 활발했던 이유도 여기에 있다.
튀르키예 최대의 항구 이스탄불은 흑해와 마르마라해 중간에 위치한다는 좋은 지리적 조건 때문에 물자의 거래가 성행한다. 에게 해안의 이즈미르, 지중해안의 이스켄데룬, 흑해안의 삼순과 트라브존도 주요항구이다.
2024년 기준으로 튀르키예에는 115개의 공항이 있다. 이스탄불 공항은 세계에서 가장 바쁜 10대 공항 중 하나로 꼽힌다. 튀르키예는 아시아와 유럽을 연결하는 교통 허브가 되는 것을 목표로 한다. 2024년에는 터키, 이라크, 아랍에미리트, 카타르가 이라크의 항만 시설을 도로와 철도 연결을 통해 터키와 연결하는 협정에 서명했다.
이스탄불-인천 노선은 1997년 항공로가 개설된 이후 터키항공과 아시아나항공이 지정항공사로서 운항을 해오다 외환위기 등으로 수익성에 문제가 생기면서 1998년 노선을 폐지했고, 유예기간을 거쳐 2003년 10월 운수권이 건교부에 귀속됐다.

## 사회

### 인구 현황

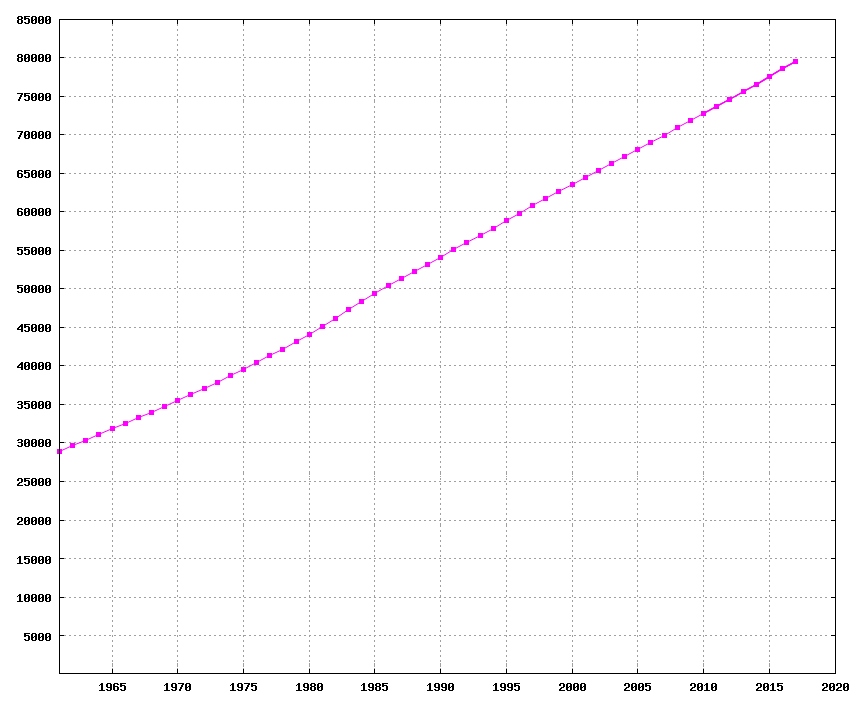
튀르키예의 인구 증가

2008년 인구조사에 따르면 튀르키예 인구는 7,150만 명으로, 연간 인구 성장률은 1.31%이다. 평균 인구 밀도는 km2당 92명이다. 도시 지역에 거주하는 인구의 비율은 70.5%이다. 15~64세 연령 집단에 속하는 사람이 총 인구의 66.5%를 점하며, 0~14세 연령 집단은 26.4%이고, 65세 이상의 연령대는 7.1%를 차지한다. 기대 수명은 남성은 70.67세, 여성은 75.73세이며, 전체 평균은 73.14세이다. 6~15세 사이의 어린이를 대상으로 의무 무상 교육 제도를 실시하고 있다. 문자해독률은 남성 95.3%, 여성 79.6%로, 전체 평균은 87.4%이다.
튀르키예 헌법 제66항에서는 "시민권을 통해 튀르키예 국토 내에 속하는 사람"을 "튀르키예인"으로 규정하고 있어서, 법적인 의미의 "튀르키예인"은 인종상의 정의와 차이가 있다. 그러나 튀르키예 국민 대다수가 튀르키예 민족이다. 그 밖에 주요 민족 집단(이들 가운데 상당수는 셀주크와 오스만 제국 시대에 이미 널리 튀르키예화되었다.)으로는 압하스인, 아자르인, 알바니아인, 아랍인, 아시리아인, 보스니아 무슬림, 체르케스인, 헴신인, 쿠르드인, 라즈인, 롬족, 자자스인, 러시아인, 조지아인, 아제르바이잔인 등이 있고, 아르메니아인, 그리스인, 유대인은 로잔 조약에 따라 공식적으로 인정된 소수 민족이다. 1923년 1월 30일에 체결된 그리스-튀르키예 인구 교환 상호 합의가 1920년대에 발효되어 거의 150만 명에 이르는 튀르키예 내 그리스인들이 그리스로 이주하고, 그리스 내 튀르키예인 약 50만 명도 튀르키예로 이주하였다. 서유럽에 기원을 둔 소수 집단으로는 중세 시대부터 튀르키예 땅(주로 이스탄불과 이즈미르)에서 살던 레반트인(거의 대부분 프랑스, 제노바, 베네치아 혈통이다.)과, 19세기부터 튀르키예에 살던 보스포로스 독일인과 이스탄불 폴란드인이 있다. 국토 남동부 주에 주로 집중된 쿠르드인은 튀르키예에서 가장 규모가 큰 비튀르키예계 민족이다. 공식적으로 인정받은 세 민족 이외에 다른 소수 민족은 특별한 지위가 없으며, 튀르키예에서 '소수 민족'이란 용어는 대단히 민감한 사안이다. 튀르키예의 인구 조사에서는 인종 관련 수치를 조사하지 않기 때문에 튀르키예의 정확한 민족 분포에 대해 믿을 만한 자료가 없다.

### 언어
튀르키예어는 튀르키예의 유일한 공용어이다. 튀르키예어는 튀르크어군에 속하며 튀르크 어군의 방언 차이가 적은 관계로 다수의 튀르크어군에 속하는 다른 언어들과의 차이가 적은 편이며 특히 아제르바이잔어와 사이가 가깝다. 튀르키예어는 2004년 전 세계적으로 약 8천만 명이 사용하고 있으며, 1928년부터 로마 문자로 표기되고 있다. 과거에 존재했던 오스만 튀르키예어는 1928년 이후 사멸되었고, 동남부 지역의 아랍계 주민을 제외하고는 아랍어를 전혀 사용하지 않는다.
튀르키예 국민의 언어 분포에 대해서도 신뢰할만한 자료가 없는데, 이유는 마찬가지로 튀르키예의 인구 조사에서 밝히고 있지 않기 때문이다. 그러나 공영 방송국인 튀르키예 라디오 및 텔레비전 회사(TRT)에서는 지방 언어와 아랍어, 보스니아어, 체르케스어, 쿠르드어 방언으로 된 프로그램을 일 주일에 몇 시간 정도 방영하고 있다. 쿠르드족이 밀집해 있는 동부 및 동남부 지역에선 쿠르드어가 일상어로 사용된다. 튀르키예 공화국 수립 이후 쿠르드어 말살 정책이 실시되어 쿠르드어 교육 및 서적 출판이 금지되었으나, 2005년부터 독소 조항이 삭제되어 현재 서너 종의 쿠르드어 교재가 시판되고 있다. 2009년 초에 쿠르드어로만 방영되는 TV 채널인 TRT 6이 개국하였다. 그 외에도 프랑스어, 독일어, 러시아어, 영어는 대도시의 호텔과 관광지 등지에서 사용되며 그리스어, 아르메니아어, 루마니아어, 불가리아어, 이디시어, 히브리어 등도 소수 사용한다.

## 문화

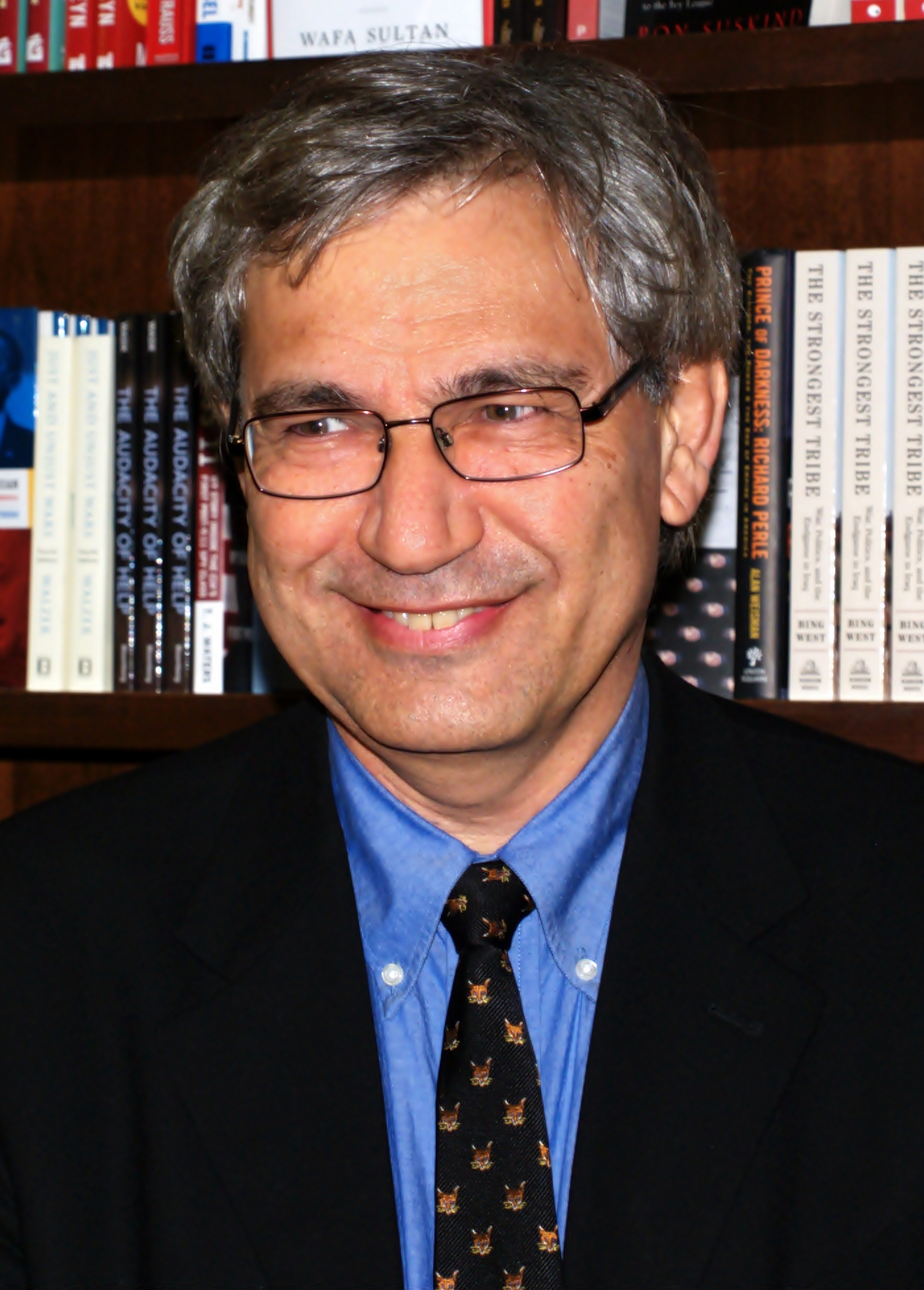
2006년 노벨 문학상 수상자인 오르한 파무크는 오늘날 주도적인 튀르키예 소설가이다.

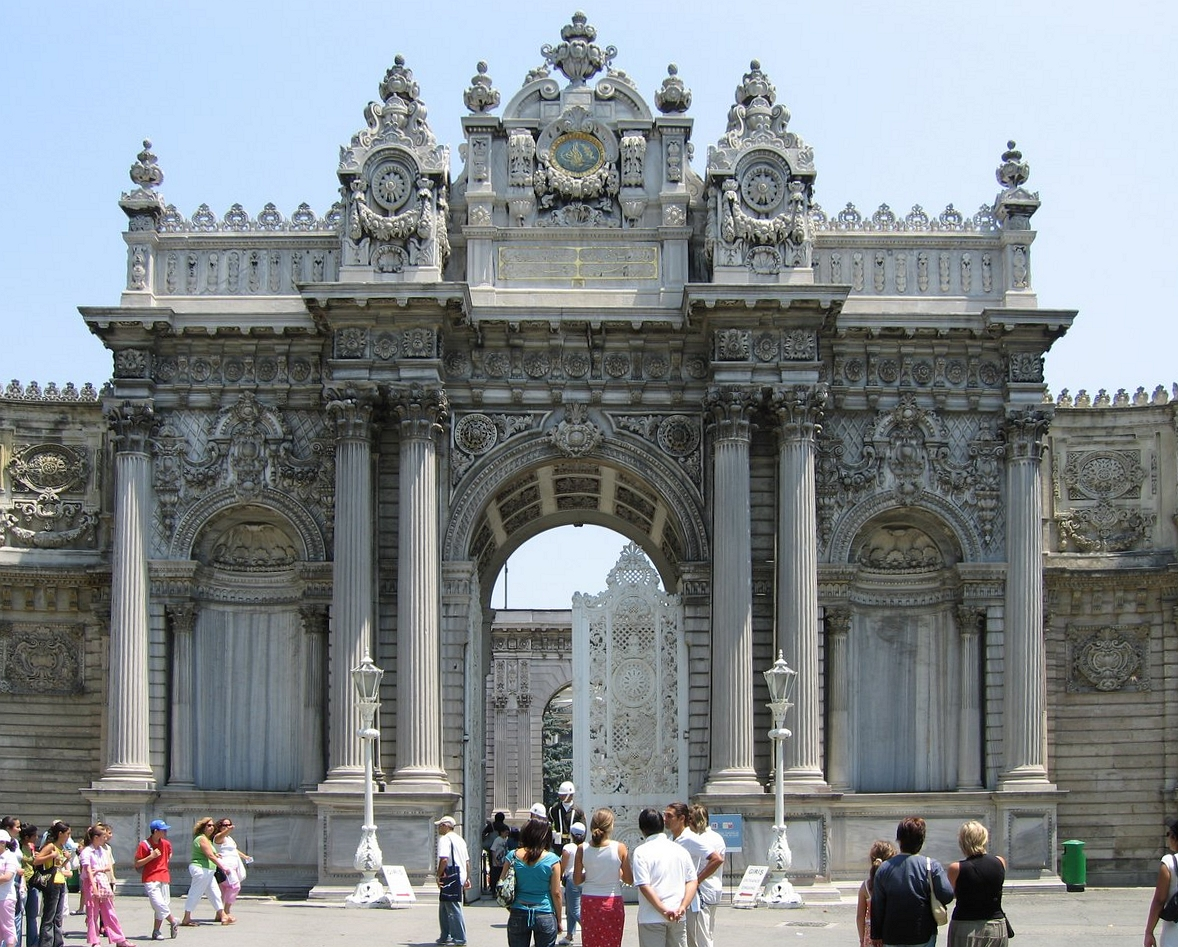
돌마바흐체 궁전의 입구 중 한 곳.

튀르키예는 오우즈 튀르크, 아나톨리아인, 오스만 제국 그리고 탄지마트 이후 지금까지 이어지는 서구 문화와 전통이 혼합되어 다양한 문화를 창출하였다. 원래 이러한 문화 혼합은 튀르키예인들이 고대부터 중앙아시아와 아나톨리아 지역에서 여러 민족들과 접촉하면서 생겨났다. 튀르키예는 종교적인 구 오스만 제국에서 강력한 정교 분리 정책을 견지한 근대 국가로 변모하였으며, 예술 표현의 방식 역시 다양해졌다. 공화정 초기에 튀르키예 정부는 박물관, 극장, 오페라 공연장, 건축 등 순수 예술에 많은 자원을 투자하였다. 다양한 역사적 요소는 튀르키예의 정체성을 규정하는 데 중요하다. 튀르키예 문화는 "근대" 서구식 국가가 되기 위한 노력의 산물이면서도 한편으로는 전통 종교와 역사적 가치를 지키고 있다.
튀르키예 음악과 문학은 이러한 다양한 문화 혼합의 좋은 사례인데, 오스만 제국이 이슬람 세계 및 유럽 세계와 상호 작용하면서 오늘날 튀르키예의 음악과 문학에 튀르키예, 이슬람, 유럽이 섞였기 때문이다. 튀르키예 문학은 오스만 제국 시대에는 대개 페르시아 문학과 아랍 문학의 영향을 받았으며, 오스만 말기에 중 특히 탄지마트 이후에는 튀르키예 민속 문화와 유럽 문예 전통이 점차 강해졌다. 가령 문화적 영향의 혼합은 "문화의 충돌과 뒤섞임의 새로운 상징"이라는 형태로 극화하여 2006년 노벨 문학상 수상자인 오르한 파무크의 책과 같은 작품이 나올 수 있었다.
튀르키예에서 찾아볼 수 있는 건축 요소 역시 수백 년 간 이 지역에 영향을 끼친 여러 전통의 독특한 혼합을 보여준다. 전통적인 비잔티움 건축과 후대의 오스만 건축의 수많은 건축물들이 튀르키예 도처에 남아있으며, 여기에 지역과 이슬람 전통을 볼 수 있다. 시난은 오스만 건축의 위대한 고전기 건축가로 널리 평가받는다. 18세기부터 튀르키예 건축은 점차 서양 건축 양식의 영향을 받게 되어, 특히 이스탄불에서는 돌마바흐체 궁전이나 츠라안 궁전과 같은 건축물들이 수많은 현대식 마천루와 함께 하나의 도시 경관을 이루어 상이한 전통을 보여주고 있다.

### 종교
| 종교구성 (튀르키예) | 종교구성 (튀르키예) | 종교구성 (튀르키예) | 종교구성 (튀르키예) | 종교구성 (튀르키예) |
| ------------------- | ------------------- | ------------------- | ------------------- | ------------------- |
|                     |                     |                     |                     |                     |
| 이슬람교 수니파     | 이슬람교 수니파     |                     | 83.5%               | 83.5%               |
| 이슬람교 시아파     | 이슬람교 시아파     |                     | 13.5%               | 13.5%               |
| 이슬람교 수피즘     | 이슬람교 수피즘     |                     | 1%                  | 1%                  |
| 무종교              | 무종교              |                     | 1%                  | 1%                  |
| 유대교              | 유대교              |                     | 0.5%                | 0.5%                |
| 기독교              | 기독교              |                     | 0.2%                | 0.2%                |
| 그 외               | 그 외               |                     | 0.3%                | 0.3%                |

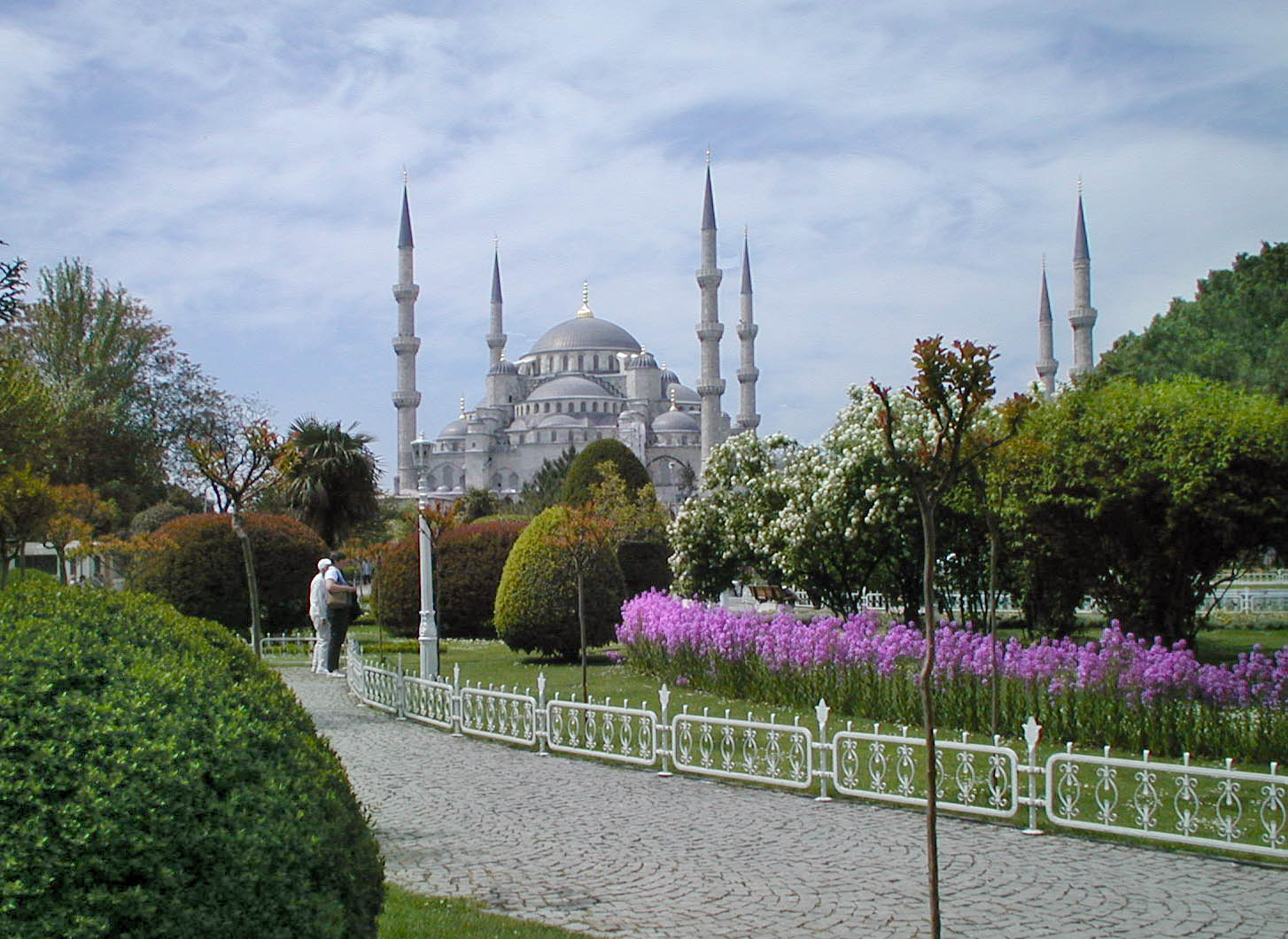
이스탄불의 술탄 아흐메드 모스크.

튀르키예는 공식 국가 종교가 없는 세속 국가로, 튀르키예의 헌법에서는 양심과 종교의 자유를 규정하고 있다. 세계 무슬림 인구에 관한 2009년 자료에 따르면, 튀르키예에서 7,360만 명의 주민, 즉 전체 인구의 98%가 무슬림이라고 한다. 2014년 기준으로 무슬림은 7,466만 명, 즉 전체 인구의 98.6%이다. 이들 무슬림 절대다수는 수니파(85~90%)이며, 그 외 주요 종파로 알레비파(10~15%), 시아파, 열두이맘파의 분파가 700~1,100만 명 있다고 한다. 최상위 이슬람 종교 기관은 종무국(튀르키예어: Diyanet İşleri Başkanlığı)으로, 하나피 법학파의 이론을 해석하고, 튀르키예에 등록된 모스크 75,000여 곳 활동을 관할하며, 지역과 주의 이맘을 고용하는 일을 맡고 있다. 그러나 2007년 전국적인 여론조사에 따르면, 튀르키예 시민의 96.8%가 종교를 가지고 있으며, 무종교와 무신론자는 3.2%로 나타났다. 다른 종교를 믿는 소수 민족은 100,000 명 이하로, 주로 기독교인데 대부분 아르메니아 사도교회나 그리스 정교회(64,000명)이다. 유대교(주로 스파라드 유대인, 26,000여명)를 믿는 종교인들도 있다. 퓨 연구 센터의 2002년 보고서에서 튀르키예인 65%가 "종교는 대단히 중요하다."고 생각한다고 답하였으며, 2005년 유로바로미터 여론 조사에 따르면 튀르키예 시민 95%가 "신은 존재한다."고 믿는다고 응답하였다.
사실상 이스탄불과 이즈미르, 마르마라해 지방과 에게해 지방 사람들은 그다지 종교적이지 않다. 무신론을 믿는 사람들도 심심치 않게 찾아 볼 수 있다.

## 대외 관계

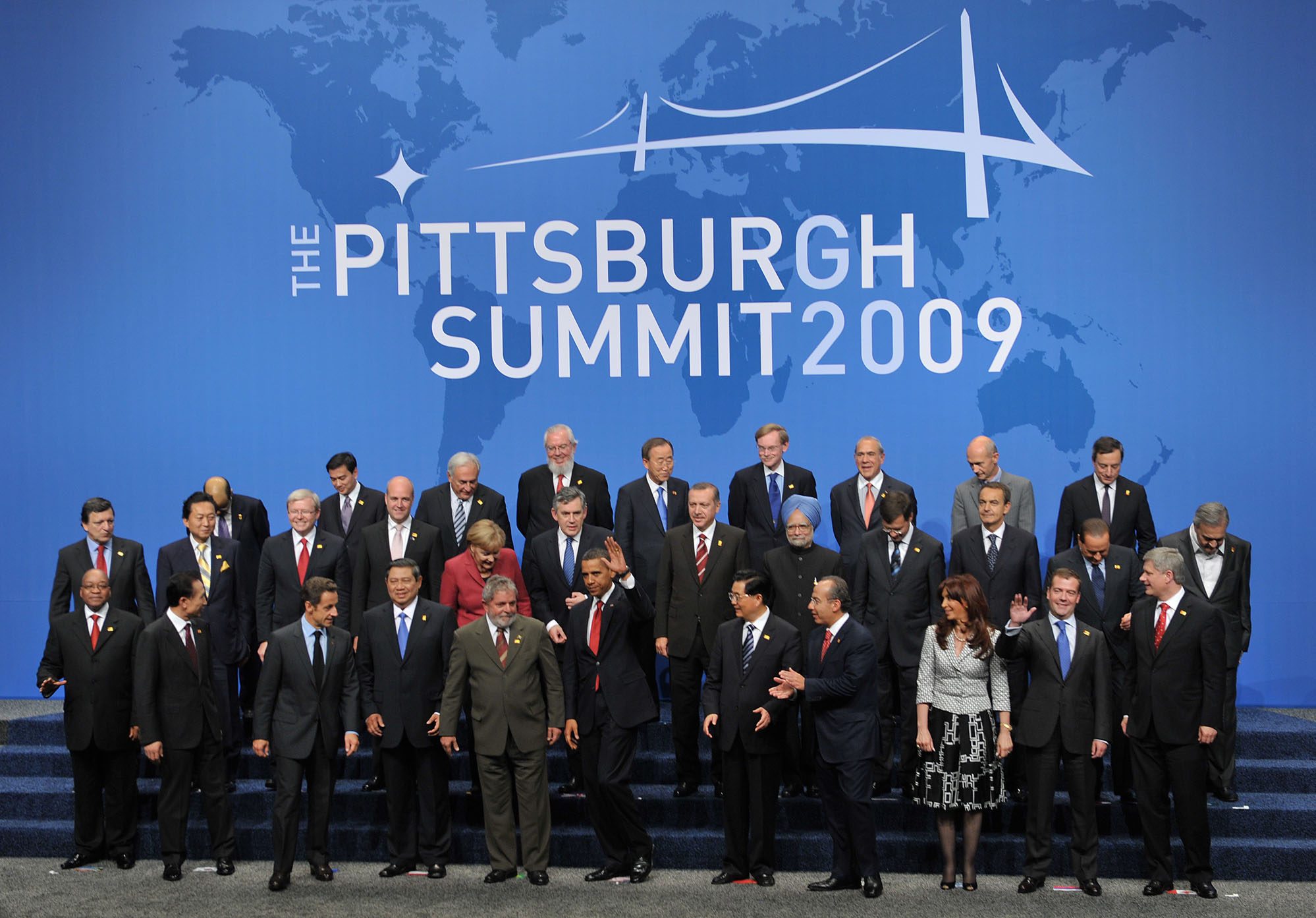
튀르키예는 OECD와 G20의 창립 회원국이다.

튀르키예는 유엔(UN, 1945년), 경제 협력 개발 기구(OECD, 1948년), 이슬람 회의 기구(OIC, 1969년), 유럽 안보 협력 기구(OSCE), 경제 협력 기구(ECO, 1985년), 흑해 경제 협력 기구(BSEC, 1992년), G20 공업화 국가(1999년)의 창립 회원국이다. 2008년 10월 17일, 튀르키예는 2008년 유엔 안전보장이사회 선거에서 151표를 얻어 서유럽과 여타 지역을 대표하여 오스트리아(132표)와 더불어 유엔 안보리의 비상임 이사국으로 선출되었다. 튀르키예의 안보리 비상임 이사국 지위는 2009년 1월 1일부터 발효하였다. 튀르키예는 1951년 ~ 1952년, 1954년 ~ 1955년, 1961년에도 안보리 이사국을 맡은 바 있다.
튀르키예는 전통적으로 서방 지향적인 노선을 견지하였으며, 튀르키예 외교 정책에서 대유럽 관계는 늘 중요한 사안이었다. 튀르키예는 1949년에 유럽 평의회에 창립 회원국으로 가입하였으며, 1963년에 유럽 경제 공동체(EEC, 유럽 연합의 전신)의 준회원국 지위를 신청하여 1963년에 앙카라 협정으로 준회원국 지위를 얻었다. 수십 년간 정치 교섭 끝에 튀르키예는 1987년에 유럽 경제 공동체 정식 회원국 지위를 신청하여, 1992년에는 서유럽 연합의 준회원국이 되었고, 1995년에는 유럽 연합과 관세 동맹 협정을 맺었으며 2005년 10월 3일부터 공식적으로 유럽 연합과 정식 가입 협상에 돌입하였다.
튀르키예가 큰 나라인데다 특정 사안 때문에 유럽 연합 가입 절차는 최소 15년이 걸릴 것으로 보인다. 특히 유럽 연합 회원국 일부가 가입에 반대하고 있는데, 이와 관련한 논란 가운데는 1974년 튀르키예의 키프로스 침공을 둘러싸고 유럽 연합 회원국인 키프로스 공화국과 겪고 있는 분쟁도 있다. 1974년부터 튀르키예는 키프로스 섬 북부에 북키프로스 튀르크 공화국을 수립하고 그리스계 키프로스인의 키프로스 공화국을 이 섬의 유일한 합법 정부로 인정하지 않고 있다. 북키프로스를 승인하고 지지하는 나라는 세계에서 튀르키예가 유일하다.
북키프로스 문제는 튀르키예가 10여 년이 넘도록 유럽연합의 공식가입 후보국인데도 가입을 하지 못하는 결정적인 요인이 되고 있다. 역사적으로 앙숙이었던 그리스로부터 유럽연합 가입 지지를 간신히 받았다지만 안 그래도 유럽연합 경제영향 축소를 우려한 독일과 프랑스의 가입반대에 어려운 상황인데 국제사회에서도 인정받지 못한 미승인국 때문에 더더욱 가입에 걸림돌이 되고 있다. 그렇기에 북키프로스가 존재하는 한 튀르키예의 유럽연합 가입은 영영 불가능할 거란 견해도 존재한다.
1991년 8월 25일 벨라루스가 독립하자, 튀르키예는 1991년 12월 16일 세계 최초로 벨라루스를 승인하였다. 이어서 양국은 1992년 5월 25일 외교 관계를 수립하였다. 벨라루스는 앙카라에, 튀르키예는 민스크에 각각 대사관을 두고 있다. 인도네시아와의 관계는 16세기까지 거슬러 올라간다. 당시 포르투갈이 자와섬을 식민지화하려고 시도하자 자와섬의 이슬람교 술탄은 이에 저항하며 오스만 제국에 도움을 청하였다. 오스만 제국은 이에 대해 거대한 배와 병력을 파견하였고 이들은 이슬람 형제의 나라를 돕기 위해 노력하였다. 이로 인해 오늘날에도 양국은 긴밀한 관계를 보여주고 있다. 각각의 수도에 각각 대사관을 두고 있다.